# I Need U
«I Need U» — сингл южнокорейского бой-бэнда BTS, выпущенный 29 апреля 2015 года на лейбле Big Hit Entertainment

## Выпуск и продвижение
23 апреля 2015 года  на официальном канале лейбла Big Hit Entertainment вышел тизер для предстоящего видеоклипа. 29 апреля вышел сам видеоклип, вместе с альбомом The Most Beautiful Moment in Life, Part 1, сама песня не вышла в качестве сингла, а вошла в этот же альбом. Позже выяснилось, что некоторые фрагменты клипа были вырезаны для того, чтобы понизить рейтинг с 19+ до 15+. Оригинальная версия вышла 10 мая. Он включает в себя почти две минуты сцен, не вошедших в оригинальный клип.
С синглом BTS одержали первые победы на корейских музыкальных шоу. Первая победа была на The Show 5 мая, на этом же шоу они победили 12 мая. 7 мая они победили на шоу M Countdown, 8 мая на Music Bank, а 13 мая на Show Champion.
21 ноября был выпущен клип на японском языке. 8 декабря сингл вышел на лейбле Pony Canyon. В трек-лист также вошли песни на японском языке с этого же альбома «Dope», а в физической версии японский трек вошёл «Boyz with Fun».

### Варианты изданий
Трек вышел в цифровой дистрибуции и компакт-диск в альбом The Most Beautiful Moment in Life, Part 1 29 апреля 2015 года. 8 декабря вышла японская версия трека, для неё были выпущены CD-издания. Вышло четыре обычных версии, в которые входит одна фотокарточка с участником группы и сам компакт-диск. Также присутствовало ограниченное издание содержащее компакт- и DVD-диск, содержащее в себе материал съемки обложки.

## Жанр и тематика песни
«I Need U» это танцевальная песня, содержащая в себе R&B риффы и ревербующие хай-хэты. Песня записана в тональности фа минор и содержит 158 ударов в минуту. В песне участники бой-бэнда поют про «начало взрослой жизни, в которой красота сосуществует с неуверенностью и фокусируется на неопределенном будущем больше, чем на очаровании юности».

## Реакция

### Коммерческий успех
Трек дебютировал под номером пять в чарте Gaon «Weekly Digital» и «Weekly Download» с проданными за первую неделю 93 790 цифровых копий.  Японская версия сингла была продана тиражом более 43 000 копий в день выхода и дебютировала на третьем месте в чарте Oricon «Daily Singles Chart».

### Реакция критиков
Критики часто добавляли песню в различные списки. Так, Стивен Доулинг из BBC добавил композицию в список «Песни, которые действительно определили 2010-е», где назвал её «поп-эквивалентом вселенной Marvel». Моник Менделес из Billboard включил песню в список «100 величайших песен K-Pop 2010-х» на 80-е место, он считает, что группа «отвернулась от олдскульного хип-хопа своих самых ранних EP в пользу эмоционального электронного звучания и запутанного повествования „Вселенной BTS“». Райан Дейли из New Musical Express в списке «Каждая песня BTS ранжирована в порядке возрастания» поместил трек на пятое место и отметил, что «одна из самых сильных сторон BTS — это эмоции, которые они вливают во все — будь то печаль, гнев или чистая радость».

## Список композиций
| №  | Название   | Авторы                                   | Длительность |
| -- | ---------- | ---------------------------------------- | ------------ |
| 1. | «I Need U» | RM, Шуга, J-Hope, Brother Su, Пан Си Хёк | 3:31         |

| №                   | Название                          | Авторы                                                  | Длительность |
| ------------------- | --------------------------------- | ------------------------------------------------------- | ------------ |
| 1.                  | «I Need U» (Японская версия)      | RM, Шуга, J-Hope, Brother Su, Пан Си Хёк                | 3:32         |
| 2.                  | «Dope» (Японская версия)          | RM, Шуга, J-Hope, Brother Su, Пан Си Хёк                | 4:01         |
| 3.                  | «Boyz with Fun» (Японская версия) | RM, Шуга, J-Hope, Brother Su, Пан Си Хёк, Чин, Чимин, V | 4:05         |
| Общая длительность: | Общая длительность:               | Общая длительность:                                     | 11:38        |